# Arni-Islisberg

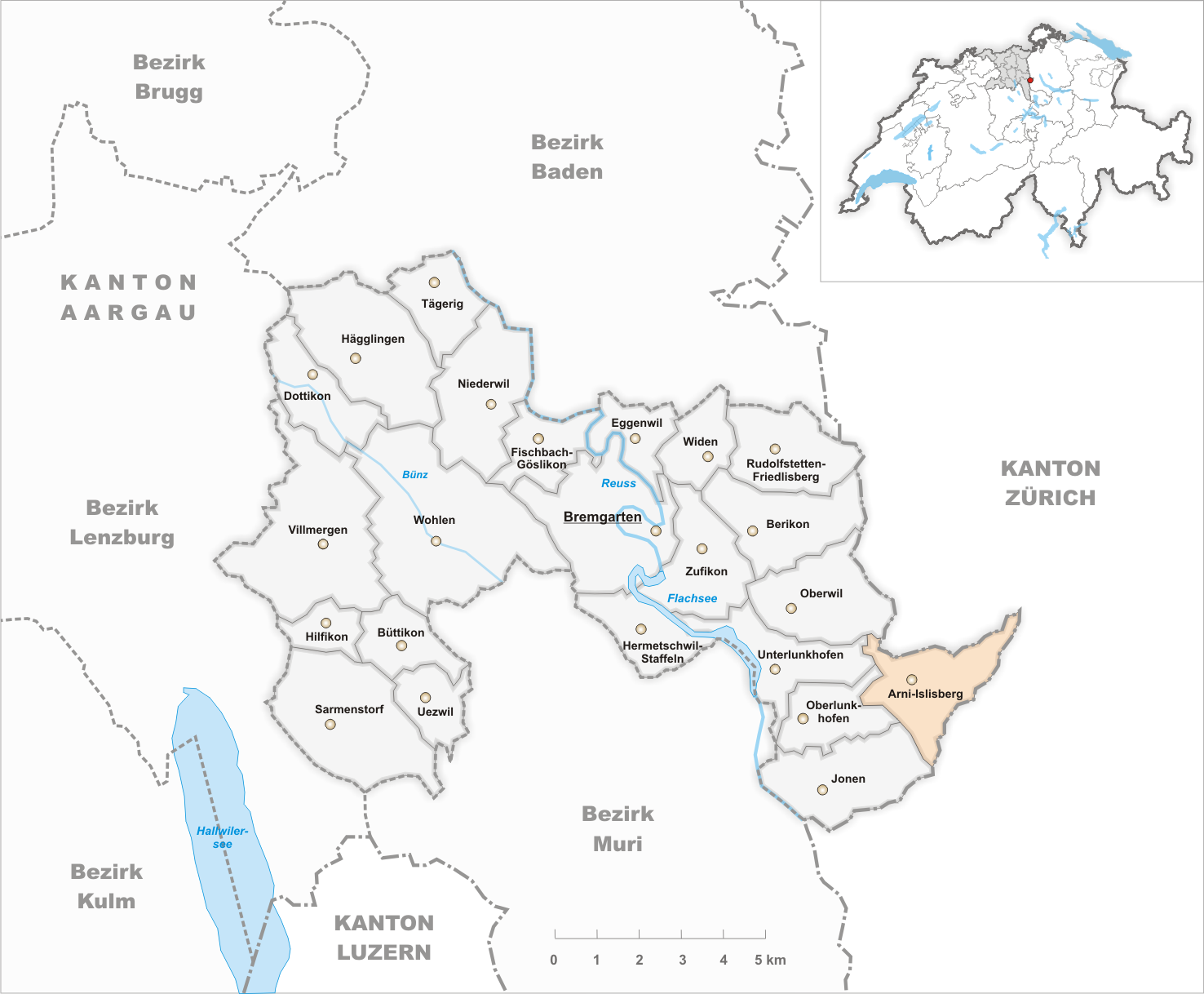
Gemeindestand vor der Fusion am 1. Januar 1983

Arni-Islisberg ist eine ehemalige Gemeinde im Bezirk Bremgarten des Schweizer Kantons Aargau. Sie wurde im Jahr 1803 nach der Gründung des Kantons aus den Dörfern Arni und Islisberg gebildet. 1983 wurde die Gemeinde wieder in ihre ursprünglichen Bestandteile getrennt. 

## Geschichte
In der zweiten Hälfte des 20. Jahrhunderts fühlten sich die Bewohner von Islisberg vom schnell wachsenden Arni immer mehr an den Rand gedrängt, obwohl sie selbständig über Steuerbelange, das Schulwesen und das Bauwesen entscheiden konnten. 1974 forderten sie in einer Konsultativabstimmung die Bildung einer eigenständigen Gemeinde. Der Grosse Rat (Kantonsparlament) lehnte dies 1978 zunächst ab, da es noch keine gesetzlichen Grundlagen dafür gab. 1981 wurde dann die Trennung beschlossen, die ein Jahr später vom Grossen Rat oppositionslos bestätigt und am 1. Januar 1983 vollzogen wurde.
Die Trennung dieser eher kleinen Gemeinde ist bemerkenswert, da in den letzten Jahrzehnten die Anzahl der Gemeindefusionen in der Schweiz stark zugenommen hat. Seit 2000 ist auch im Aargau ein zunehmender Trend in Richtung Gemeindefusionen feststellbar.